# Sant Joan de Moranells
Sant Joan de Moranells era una església romànica del poble de Morellàs, actualment pertanyent al terme comunal de Morellàs i les Illes, de la comarca del Vallespir, a la Catalunya del Nord.
Estava situada en el paratge de les Brugueres, antigament anomenat Moranells, situat a cosa d'un quilòmetre al sud-oest del poble de Morellàs, prop de l'actual Mas Marill, on encara existeix la Vinya de la Capella.
Es tractava d'una església romànica del segle xi d'una sola nau, amb absis semicircular a llevant, amb la característica de tenir un absis molt aprofundit, tal vegada per tradició prerromànica, com les veïnes de Sant Martí de Fenollar, Santa Maria de la Clusa o Sant Miquel de Riunoguers. Francesc Montsalvatge diu haver-la vista en ruïnes el 1914, i Cèsar August Torras, que la visità abans del 1919, és qui la descriu d'aquesta manera: «posseeix un absis de molta fondària, més fons que ample».